# جميلة عوض
جميلة عوض ممثلة مصرية، لفتت الأنظار إليها بقوة بعد عرض المسلسل التلفزيوني تحت السيطرة في عام 2015، مقدمة من خلاله شخصية هانيا الذي يعد أول دور لها في مشوارها الفني.

## النشأة
ولدت جميلة في مصر، ترعرعت في كنف عائلة فنية، فوالدها هو المخرج السينمائي عادل عوض ووالدتها هي لممثلة اللبنانية راندا عوض وهي حفيدة الممثل محمد عوض. التحقت بجامعة جامعة أكتوبر للعلوم الحديثة والآداب حيث تدرس الإعلام، كما درست العلوم السياسية بالجامعة البريطانية في مصر ولكنها اتجهت بعد ذلك لدراسة الاعلام بجامعة أكتوبر للعلوم الحديثة والآداب. منذ أعوام دراستها، كانت مهتمة بقضايا المجتمع والسياسة ونمت ذلك من خلال اشتراكها بأنشطة طلابية مختلفة بالجامعة منها نموذج محاكاة الأمم المتحدة بجامعة أكتوبر للعلوم الحديثه والآداب. لم تكتفي بمشاركتها في المؤتمر بالجامعة ولكنها أيضاً مثلت الجامعة بمؤتمر محاكاه للأمم المتحدة في فرنسا.

## السيرة
أخرجت للممثلة نسمة محجوب إحدى فيديو كليباتها وشاركت في مسلسل «تحت السيطرة» مع الفنانة نيللي كريم خلال دور بدور هانيا الذي لفت الأنظار إليها، ولقي ترحاب كبير من المشاهدين لكونه الأول من نوعه في التوعية عن قضية الإدمان. عرض هذا المسلسل خلال شهر رمضان 2015.
في 2016، ظهرت جميلة في فيلم هيبتا: المحاضرة الأخيرة الذي حقق أعلى إيرادات لفيلم رومانسي في تاريخ شباك التذاكر المصري، وفي 2017 عادت لشاشة التليفزيون بدور آخر مركب في مسلسل لا تطفئ الشمس، وهو معالجة عصرية لفيلم كلاسيكي ناجح بنفس الاسم، وقدمت فيه جميلة نفس الدور الذي قامت به سابقاً الفنانة فاتن حمامة، كفتاة مراهقة تقع في حب أستاذها المتزوج.
الانطلاق عالمياً جاء من خلال فيلم الإثارة الضيف (2018) الذي جاء عرضه العالمي الأول في مهرجان تالين بلاك نايتس السينمائي في إستونيا وفاز بجائزة الجمهور، وفيه قدمت جميلة دور فتاة تقع في حب شاب متشدد دينياً وتدعوه للتعرف على عائلتها بالمنزل جاهلة بنواياه للانتقام من والدها، لتفوز جميلة عن هذا الدور بـجائزة أفضل ممثلة أفريقية – آسيوية من مهرجان نيو فيچن السينمائي الدولي بهولندا، وهي جائزتها الدولية الأولى بعد عدة جوائز وتكريمات محلية، من بينها جائزة الدير جيست كأفضل ممثلة صاعدة، وتكريمها من الأكاديمية العربية للعلوم والتكنولوجيا والنقل البحري باعتبارها قدوة للشباب فيما تقدمه من أعمال فنية.
كما انطلقت جميلة في بطولتها النسائية الأولى من خلال فيلم بنات ثانوي (2020)، والذي حقق نجاحاً كبيراً في شباك التذاكر، كما أشاد به الناقد السينمائي طارق الشناوي قائلاً إنه «مغامرة خرجت برة صندوق الأعمال السائدة» ونالت عنه جائزة الدير جيست كأفضل ممثلة سينما شابة. كذلك وضعت جميلة قدمها في عالم الكوميديا بدورها في فيلم سبع البرمبة الذي عُرض بنجاح في موسم عيد الفطر 2019.
وعلى مستوى المهرجانات؛ شاركت جميلة في حلقتها النقاشية الأولى بعنوان «مواقع التواصل الاجتماعي – المنتج الصامت» ضمن أيام مهرجان القاهرة السينمائي الدولي في دورته الـ 41. وشاركت أيضاً كعضو في لجنة تحكيم مهرجان الإسكندرية للفيلم القصير بقسم مسابقة أفلام الطلبة، وقبلها كان قد تم دعوتها في 2016 من الجامعة الأمريكية بالقاهرة لتلقي محاضرة عن الإدمان تحت عنوان الرسالة.
أحدث أعمال جميلة عوض البطولة النسائية الثانية لها من خلال شخصية نور مريضة البهاق في لازم أعيش، وهو الحكاية السادسة من حكايات مسلسل إلا أنا، والذي تمكنت من خلاله أن تنقل معاناة مرضى البهاق وما يواجهونه من تنمّر وعدم قبول في المجتمع، ليصبح واحداً من أكثر المسلسلات مشاهدة، إذ لاقى ردود فعل قوية، سواء على مواقع التواصل الاجتماعي أو من خلال محرك البحث جوجل، لتناوله لهذا المرض لأول مرة، وعلى إثره إختارتها مجلة Elle Arabia لتظهر على غلافها بشخصيتها في المسلسل، كما فازت عنه بجائزة أفضل ممثلة شابة في مهرجان نجم العرب.
شاركت أيضاً بحملة اليونيسيف مع عدة فنانين مصريين وعالميين منهم منى زكي. في حملة من أجل التوعية عن حقوق الطفل عالمياً وبالوطن العربي.

## أعمالها

### الأفلام
| سنة الإنتاج | الفلم       | الدور     |
| ----------- | ----------- | --------- |
| 2016        | هيبتا       | دينا      |
| 2016        | من 30 سنة   | نهى       |
| 2016        | لف ودوران   | جومانا    |
| 2019        | سبع البرمبة | نسمة      |
| 2019        | الضيف       | فريدة     |
| 2020        | بنات ثانوي  | سالي سامح |
| 2021        | عروستي      | دليلة     |
| 2021        | المحكمة     | عاليا     |

### المسلسلات
| سنة الإنتاج | المسلسل                   | الدور |
| ----------- | ------------------------- | ----- |
| 2015        | تحت السيطرة               | هانيا |
| 2016        | جريمة شغف                 | شمس   |
| 2017        | لا تطفىء الشمس            | آية   |
| 2020        | إلا أنا (حكاية لازم أعيش) | نور   |
| 2021        | حرب أهلية                 | تمارا |
| 2024        | لانش بوكس                 | ندى   |

## وصلات خارجية
- جميلة عوض على موقع IMDb (الإنجليزية)
- جميلة عوض على موقع الدهليز
- جميلة عوض على موقع قاعدة بيانات الأفلام العربية
- جميلة عوض على موقع قاعدة بيانات الفيلم (الإنجليزية)